# Str8ts

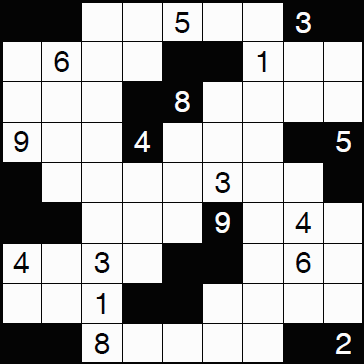
Opgave

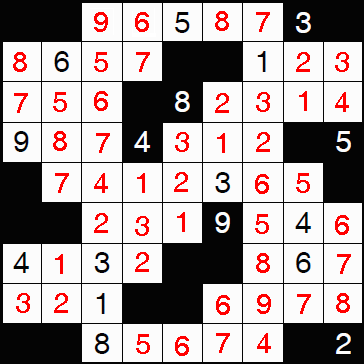
Oplossing

Logo

Str8ts is een logische puzzel waarin getallen moeten worden geplaatst.
Str8ts verschilt van Sudoku, maar heeft ook enkele eigenschappen en regels gemeen. De naam is afgeleid van de pokeruitdrukking straight (Vijf opeenvolgende kaarten).

## Spelregels
De oplosser krijgt een 9x9-raster, gedeeltelijk verdeeld door zwarte cellen in compartimenten. Elk compartiment, verticaal of horizontaal, moet een rechte bevatten  - een reeks opeenvolgende cijfers, maar in willekeurige volgorde. Bijvoorbeeld: 7, 6, 4, 5 is geldig, maar 1, 3, 8, 7 niet.
Net als sudoku moet de oplosser de resterende witte vakjes vullen met getallen 1 tot 9 (of 1 tot 'n' in puzzels met 'N' cellen per zijde), zodat elke rij en kolom unieke cijfers bevat. Terwijl Sudoku de extra beperking van 3x3 vakken heeft, worden in Str8ts rijen en kolommen gescheiden door zwarte vakjes. Extra aanwijzingen staan in sommige zwarte vakjes - deze nummers verwijderen dat cijfer als een optie in de rij en kolom. Dergelijke cijfers maken geen deel uit van een straight.

## Geschiedenis
Een met de hand gemaakt prototype van Str8ts dat zwarte vakjes en de nieuwe regel van 'rechte stukken in compartimenten' gebruikte, werd in 2007 bedacht door de Canadese puzzelontwerper Jeff Widderich. Om de puzzel te maken benaderde hij Andrew Stuart, een in het Verenigd Koninkrijk gevestigde puzzelmaker en programmeur. Hun samenwerking regelde hoe de aanwijzingen zouden worden vastgelegd en maakte de spelregels definitief. De eerste puzzel werd gepresenteerd op de internationale speelgoedbeurs van Neurenberg in februari 2008. Sinds 2008 is er een dagelijkse puzzel op hun website gepubliceerd, en meer recentelijk is er een wekelijkse 'extreme' puzzel verschenen, met een actief discussieforum voor elke puzzel. De puzzel staat sinds maart 2010 in de Süddeutsche Zeitung en sinds augustus 2010 in de zaterdageditie van Die Rheinpfalz. De iOS- app werd uitgebracht in juli 2009 en bevat honderden puzzels in vier moeilijkheidsgraden.
In augustus 2010 werd een versie met houten plank en stuk ontworpen door 'Intellego holzspiele'. Widderich verscheen in 2020 met het spel in het vijfde seizoen van de Canadese tv-show Dragons' Den, waar hij een deal sloot voor een investering van $ 150.000 in ruil voor 10% royalty's, van drie van de panelleden.
Er zijn een aantal varianten op het basisspel, waaronder Symmetric Str8ts, Asymmetric Str8ts, Mini-Str8ts en Transformations.